# Famille Ovitz
Cette page explique l’histoire ou répertorie les différents membres de la famille Ovitz.

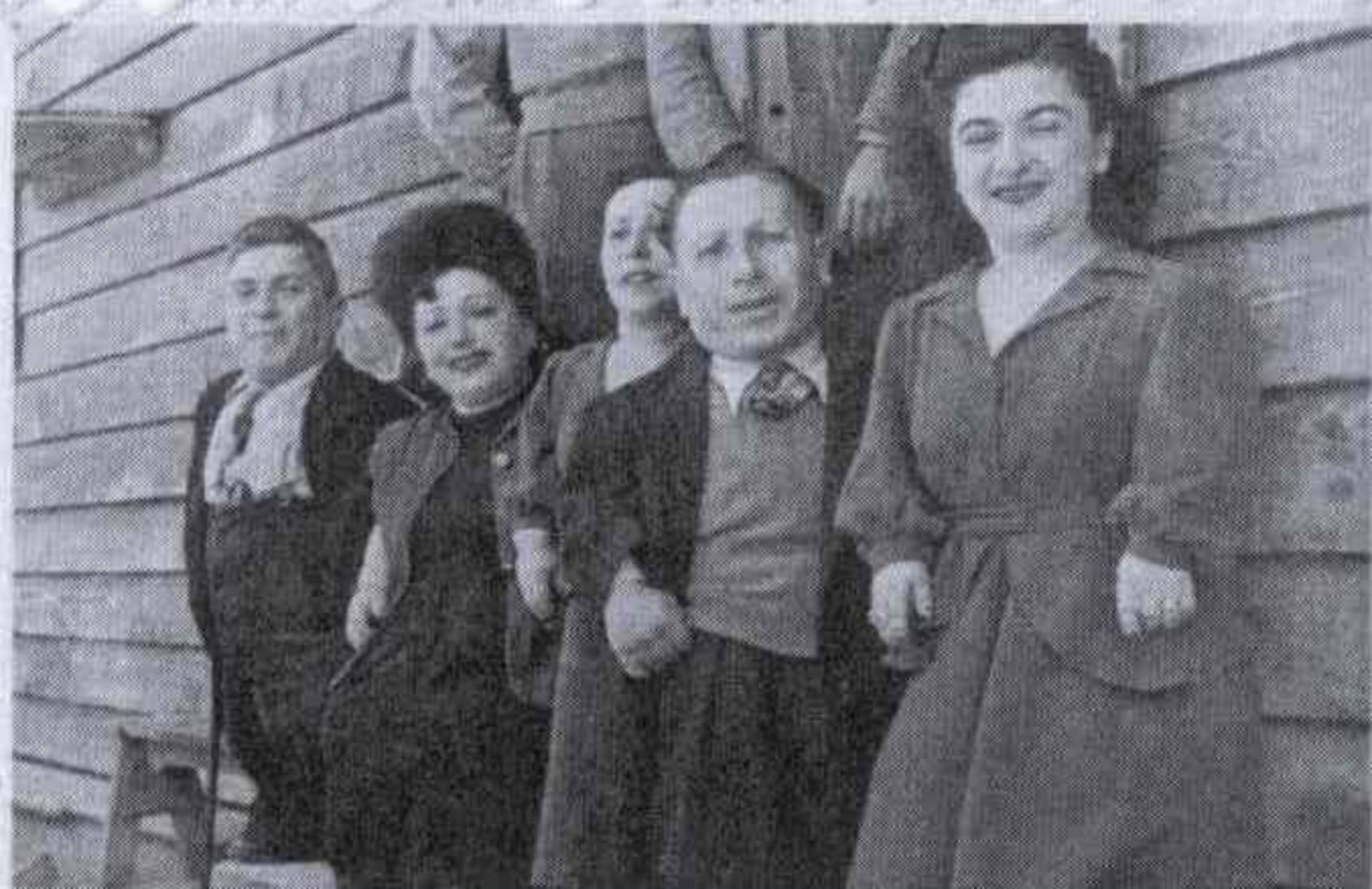
Cinq membres de la famille Ovitz

La famille Ovitz est une famille juive hongroise d'artistes itinérants, célèbre pour le nanisme qui affectait la majorité de ses membres. Elle fut déportée par les nazis et victime d'expérimentations durant la Seconde Guerre mondiale. C'est la famille dont le plus grand nombre de membres déportés ont survécu au camp de concentration d'Auschwitz.

## Origine
Les Ovitz sont originaires de la commune de Rozavlea dans le județ de Maramureș (aujourd'hui Roumanie). Le père, Shimson Eizik Ovitz (1868-1923) est un badchen (artiste spécialisé dans les mariages juifs) et un rabbin itinérant. Il a dix enfants dont sept étaient atteints de nanisme, plus précisément de dysplasie spondyloépiphysaire. Il meurt d'une intoxication alimentaire au poisson en 1923.
Les enfants issus de son premier mariage avec Brana Fruchter (qui était de taille normale), Rozika et Franzika, étaient tous deux nains. La seconde femme de Shimon Eizik Ovitz elle aussi de taille normale mit au monde Avram (nain), Freida (naine), Sarah (taille normale), Micki (nain), Leah (taille normale), Elizabeth (naine), Arie (taille normale), et Piroska, aussi connue sous le pseudonyme de Pearla (naine).

## Troupe Lilliput
Les enfants fondent leur propre ensemble, la troupe lilliput. Ils chantaient et jouaient de la musique sur de petits instruments de musique, voyageant en tournée dans toute la Roumanie, en Hongrie et en Tchécoslovaquie au cours des années 1930 et 1940. Ceux de taille normale aidaient dans les coulisses. Les Ovitz chantaient en yiddish, en hongrois, en roumain, en russe et en allemand. Quand ils n'étaient pas en tournée, ils vivaient tous dans la même maison avec leurs conjoints. Ils rencontrent la réussite et sont les premiers à posséder une voiture dans leur village.
Au début de la Seconde Guerre mondiale, la famille était composée de douze membres dont sept nains. Les nouvelles lois raciales mises en place après que la Hongrie a annexé la Transylvanie du Nord en septembre 1940 interdisaient aux Juifs de faire des représentations devant un public non-juif. Néanmoins les Ovitz parvinrent à se faire établir des faux-papiers n'indiquant pas leur confession et continuèrent à monter sur scène jusqu'en 1944. Lorsque l’Allemagne nazie envahit la Hongrie, ils se réfugient à Sighet dans le berceau familial du județ de Maramureș où ils se font recenser. Le 15 avril la gendarmerie rassemble tous les juifs dans la synagogue du village. Ils parviennent à retarder leur transfert de quelques semaines car ils tiennent des spectacles qui amusent leurs gardiens. Le 12 mai , ils sont déportés à Auschwitz où ils arrivent le 19 mai. L'un des frères de grande taille parvint à échapper à la rafle, mais fut plus tard arrêté et exécuté.

## Dans les camps
À leur arrivée à Auschwitz, la famille Ovitz est remarquée par Josef Mengele, le médecin du camp alias l'« ange de la mort » qui établit une collection de déportés présentant des particularités physiques afin de mener à bien ses expérimentations sur l'hérédité. Il prend la décision de séparer les Ovitz du reste des prisonniers afin de les inclure dans sa collection de sujets-test. La famille Ovitz demande que les Slomowitz restent également avec eux en prétextant qu'ils sont parents, ce qui permet de sauver le chauffeur de la famille Ovitz et sa famille.
Mengele est intrigué par le fait que la famille comporte à la fois des membres de petite taille et d'autres de taille normale. Onze autres détenus déclarèrent être des proches des Ovitz et les rejoignirent dans le zoo humain de Mengele.
Le médecin, conscient de la rareté des cas de nanisme, chercha à ménager ses sujets d'étude. Il leur fit construire des bâtiments spéciaux afin de bien pouvoir les contrôler et s'arrangea pour qu'ils jouissent de bonnes conditions d'hygiène ainsi que de nourriture en quantité et en qualité suffisante,. Il les autorisa à conserver leurs propres vêtements et obligea les personnes de taille normale du groupe à porter les plus petits durant les déplacements vers les sites d'expérimentation.
Les Ovitz furent soumis à différentes expériences. Les membres de l'équipe de Mengele firent des prélèvements de moelle osseuse, de dents et de cheveux afin de trouver des indicateurs de maladies génétiques. Ils versèrent de l'eau alternativement chaude et froide dans leurs oreilles et les aveuglèrent en versant des produits chimiques dans leurs yeux. Les femmes sont forcées à avoir des relations sexuelles. Le petit Shinshon Ovitz, âgé de 18 mois, subit le pire traitement car il était né prématuré de parents de taille normale. Mengele préleva du sang des veines situées derrière ses oreilles et de ses doigts. Les Ovitz ont rapporté qu'à cette époque, deux nains extérieurs à leur famille avaient été tués et ébouillantés afin que leurs os puissent être exhibés dans un musée. À l'occasion d'une visite de dignitaires nazis, Mengele leur demanda de se présenter nus devant eux ; il fit aussi un film de la famille afin de distraire le Führer. Craignant pour leur vie, les Ovitz tâchaient de distraire le docteur et chantaient des chants allemands quand il le leur demandait.
Ils pensaient être éliminés une fois que Mengele a fini ses expériences mais survécurent jusqu'à la libération d'Auschwitz, le 27 janvier 1945. L'Armée rouge les transféra en Union soviétique où ils vécurent dans un camp de réfugiés durant un certain temps, avant d'être laissés libres de leurs mouvements.

## Après guerre
Les Ovitz marchèrent pendant sept mois pour rejoindre leur village natal. Là, ils constatèrent que leur maison avait été pillée, prirent la direction de Sighet puis se rendirent en Belgique. En mai 1949, ils firent leur alya en Israël, s'installèrent à Haïfa et recommencèrent avec succès leurs tournées. En 1955, ils se retirent de la scène et achètent un cinéma.
Les descendants des hommes nains de la famille sont nés plus grands, les femmes n'ont pu avoir d'enfants à cause de l'étroitesse de leur bassin. L’aînée, Rozika Ovitz est morte en 1984 à 98 ans. La cadette, Perla est décédée en 2001.